# گروس نوردنده
گروس نوردنده (به آلمانی: Groß Nordende) یک شهر در آلمان است که در Pinneberg واقع شده‌است. گروس نوردنده ۷۷۶ نفر جمعیت دارد.